# Tập Ninh
Tập Ninh (tiếng Trung: 集宁区; bính âm: Jíníng Qū) là một khu (quận) của thành phố Ulanqab (Ô Lan Sát Bố), khu tự trị Nội Mông Cổ, Trung Quốc. Quận là thủ phủ của địa khu và nằm ở phía trung-tây của khu tự trị. Tập Ninh nằm tại sườn phía nam của Âm Sơn. Vì đại cấp thị có diện tích rất lớn nên Tập Ninh thường được coi là khu vực đô thị.

### Nhai đạo
| - Tân Thể Lộ (新体路街道) - Kiều Đông (桥东街道) - Tiền Tiến (前进路街道) - Thường Thanh (常青街道) | - Hổ Sơn (虎山街道) - Kiều Tây (桥西街道) - Tân Hoa Nhai (新华街街道) - Tuyền Sơn (泉山街道) |

### Trấn
- Bạch Hải Tử (白海子镇)

### Hương
- Mã Liên Cừ (马莲渠乡)
- Hoàng Gia Thôn (黄家村乡)